# IXiGO.com
iXiGO.com (発音:"ik-si-go")とは、インドの旅行メタ検索エンジンである。

## 概要
運営会社をグルガーオンに置いており、2006年にアロク・バジパイ、ダルメーンドラ・ヤショーヴァルダン、ラジニーシ・クマルが設立した。航空情報、ホテル、バスに関する100の異なるウェブサイトを検索しその結果を収集することで価格の比較や複数の検索条件に渡る情報を提供するといった情報仲介を行なっている。オンライン上の旅行代理店とは異なりチケットの予約は受け付けないが代わりに予約を受け付ける旅行会社のサイトを手配する。旅行業界において25年以上の経験を持つ旅行検索の愛好家やベテランによるLe Travenues Technology Pvt Ltdが立ち上げた。「インド旅行版Google」を目指すとしている。
収益モデルはインドの大手ホテル・航空会社と提携で自社ウェブサイト上に掲載されたクリック型広告である。Travelguru.com、hostelworld.comといった40以上のホテル情報収集サイトやジェットエアウェイズ、キングフィッシャー航空、インディゴ航空といったインド国内の全大手航空会社と共に業務にあたっている。
会社のスローガンは、"your travel search begins here"。

## 受賞
立ちあげに先立ち、インドにおけるインターネット関連トップクラススタートアップ6社の1社に選出され、Proto.inという国内唯一のスタートアップ展示イベントにも出展した。2008年、BAFスペクトラムから金額非公開ながら投資を受けた。レッドヘリング誌でも2007年Global 100とRed Herring Asia 100というアジアと世界それぞれの一流革新的企業一覧でファイナリストに選出された。またNASSCOMによるIndia's National Association of Software & Services Companies)の100 IT Innovators 2007や、ビジネス・トゥデー（インド）の2008年注目すべき最も熱いスタートアップ10社にもそれぞれ選出された。

## 投資
2011年8月、インドでのオンライン旅行取引のための顕著な取引としてSAIFパートナーズとメイクマイトリップが1850万ドル投資した。